# Schistidium nodulosum
Schistidium nodulosum är en bladmossart som beskrevs av Stirton 1907. Schistidium nodulosum ingår i släktet blommossor, och familjen Grimmiaceae. Inga underarter finns listade i Catalogue of Life.